# Kučine (Chorwacja)
Kučine – wieś w Chorwacji, w żupanii splicko-dalmatyńskiej, w mieście Solin. W 2011 roku liczyła 974 mieszkańców.